# Nyizsnyij Besztyah
Nyizsnyij Besztyah (oroszul: Нижний Бестях, jakut nyelven: Аллараа Бэстээх) városi jellegű település Oroszország ázsiai részén, Jakutföldön, a Megin-Kangalasz járás székhelye. 
Népessége: 3518 fő (a 2010. évi népszámláláskor).

## Neve
Neve a jakut бэс ('fenyő'), бэстээх ('fenyves') szóból származik. A név első része, нижний – orosz szó, jelentése: 'alsó'. A Léna túlsó partján, a folyón feljebb elterülő egyik falu neve is Бестях (Besztyah).

## Elhelyezkedése
A Léna jobb partja közelében, a túlsó parton elterülő jakut fővárossal, Jakutszkkal majdnem szemben helyezkedik el. Mivel a Lénán nincs híd, nyáron teher- és személyszállító komp, illetve légpárnás kishajók járata köti össze Jakutszkkal, télen a folyó jegén kialakított ideiglenes autóúton zajlik a forgalom.
Az Amur–Jakutszk-vasútvonal, a Léna mint nagy víziút és két szövetségi jelentőségű autóút találkozásánál fekszik. Idáig tart a délről Jakutföldre kiinduló „Léna” A360-as főút, melyhez itt csatlakozik a keleti tengerpartra, Magadanba vezető „Kolima” R504-es főút.

## Története
A település az 1920-as években keletkezett, az 1930-as évek elejétől szerepelt a mai nevén. 1972-ben lett városi jellegű település (régi megfogalmazással: munkás település), ahol a  kompátkelőn kívül ekkor már erdőgazdaság, gépkocsijavító és több kereskedelmi raktár is működött. 2007-ben helyezték át ide a járási székhelyet Majja faluból, amely 1930-tól viselte ezt a címet.

## Gazdaság, közlekedés
Nyizsnyij Besztyah kis lélekszámú, de fejlődő település. A lakosság száma 2010 óta lassan, de folyamatosan növekszik. A település fontos szállítási, közlekedési csomópont a jakutiai fővárossal szemközti parton. Vasútállomása a településtől 10-15 km-re délre épült, az Amur–Jakutszk-vasútvonal végpontja. A délebbre fekvő Tommotból Nyizsnyij Besztyahig vezető vasúti szakaszt 2005-ben kezdték építeni és eredetileg 2012-ben akarták üzembe helyezni. Ez ugyan nem sikerült, de 2014-ben ideiglenes jelleggel, a még át nem adott vonalon megindult a teherforgalom. A fővállalkozó cég csődje miatt a munkát végül másik fővállalkozóval fejezték be. Az első személyvonatot 2019. július 27-én ünnepélyesen fogadták Nyizsnyij Besztyah állomásán, melyet már évekkel korábban felépítettek, de hivatalosan szintén ekkor adtak át rendeltetésének.
A vasútvonal teljes megnyitásával vízi úton is várható az áruforgalom jelentős bővülése. A Léna partján a korábbinál nagyobb és korszerűbb teherkikötő épül. A vasúti pályát meghosszabbítják a rakodópartig, így megteremtik a hajók és a vasút közötti közvetlen átrakodás feltételeit. A település középfokú tanintézete is a szállítási ágazathoz kapcsolódik: 2011-ben adták át a közlekedési technikum új épületét.

### Híd a Lénán
2019. novemberben végleg eldőlt, hogy a sok éven át ígért Léna-híd a település körzetében, de jóval délebbre készül el. A közúti hidat a bal parti Sztaraja Tabaga falu és a jobb parti Haptagaj falu között építik meg, ahol a folyó medre csak 2,5 km széles (Jakutszknál legalább 5 km). Sztaraja Tabaga Jakutszktól kb. 30 km-re délre, Haptagaj pedig Nyizsnyij Besztyahtól kb. 25 km-re délre fekszik. Maga a híd 3120 m hosszú, a két parton a felvezető utak együttes hossza 10 900 m lesz. A terveket 2021 közepéig kívánják elkészíteni és elfogadtatni, ebben az esetben az építkezés 2021 negyedik negyedévében (télen) kezdődne és 2025-ben fejeződne be.